# Slovenský Superpohár
Slovenský Superpohár, tidligere kendt som Matičný Pohara eller Pribinova Pohara, er en årlig fodboldkamp i Slovakiet, der bliver afholdt af Slovakiets fodboldforbund (SFZ). Turneringen er en såkaldt superfinale mellem vinderen af den øverste division, Slovakiets Superliga og vinderen af den nationale cup, Slovenský Pohár. Turneringen har været afholdt hvert år siden 1993, men officielt siden 1994.
Det mest vindende hold pr. 2012 er MŠK Žilina, der har vundet fire titler. I årene 1999, 2000, 2001, 2006, 2008, 2011 og 2012 blev turneringen ikke afholdt som følge af, at vinderen af Slovakiets Superliga og Slovenský Superpohár var den samme.

## Vindere
- 1993: Slovan Bratislava
- 1994: Slovan Bratislava
- 1995: Inter Bratislava
- 1996: Slovan Bratislava
- 1997: 1. FC Košice
- 1998: Spartak Trnava
- 1999: Ikke afholdt som følge af, at Slovan Bratislava vandt begge turneringer.
- 2000: Ikke afholdt som følge af, at Inter Bratislava vandt begge turneringer.
- 2001: Ikke avholdt som følge av Inter Bratislava vant begge inngangsturneringer.
- 2002: VTJ Koba Senec
- 2003: MŠK Žilina
- 2004: MŠK Žilina
- 2005: Artmedia Petržalka
- 2006: Ikke afholdt som følge af, at MFK Ružomberok vandt begge turneringer.
- 2007: MŠK Žilina
- 2008: Ikke afholdt som følge af, at Artmedia Petržalka vandt begge turneringer.
- 2009: Slovan Bratislava
- 2010: MŠK Žilina
- 2011: Ikke afholdt som følge af, at Slovan Bratislava vandt begge turneringer.
- 2012: Ikke afholdt som følge af, at MŠK Žilina vandt begge turneringer.
- 2013: Ikke afholdt som følge af, at Slovan Bratislava vandt begge turneringer.